# Erwin Schwab
| 192220 Oicles         | 14 settembre 2007 |
| 204852 Frankfurt      | 15 settembre 2007 |
| 204873 FAIR           | 17 settembre 2007 |
| 207687 Senckenberg    | 12 settembre 2007 |
| 207901 Tzecmaun       | 28 ottobre 2008   |
| 216390 Binnig         | 14 febbraio 2008  |
| 216433 Milianleo      | 19 febbraio 2009  |
| 221917 Opites         | 26 settembre 2008 |
| 224831 Neeffisis      | 27 novembre 2006  |
| 241418 Darmstadt      | 31 ottobre 2008   |
| 243109 Hansludwig     | 12 settembre 2007 |
| 243440 Colonia        | 17 marzo 2009     |
| 243536 Mannheim       | 15 marzo 2010     |
| 256813 Marburg        | 11 febbraio 2008  |
| 263932 Speyer         | 22 aprile 2009    |
| 264020 Stuttgart      | 17 agosto 2009    |
| 274020 Skywalker      | 12 settembre 2007 |
| 274835 Aachen         | 22 agosto 2009    |
| 278141 Tatooine       | 15 febbraio 2007  |
| 279037 Utezimmer      | 8 novembre 2008   |
| 281140 Trier          | 16 febbraio 2007  |
| 281661 Michaelsiems   | 8 novembre 2008   |
| 283117 Bonn           | 1º novembre 2008  |
| 283142 Weena          | 29 dicembre 2008  |
| 295565 Hannover       | 27 settembre 2008 |
| 301061 Egelsbach      | 28 ottobre 2008   |
| 301394 Bensheim       | 23 febbraio 2009  |
| 316042 Tilofranz      | 19 aprile 2009    |
| 325558 Guyane         | 24 settembre 2009 |
| 328477 Eckstein       | 21 aprile 2009    |
| 336698 Melbourne      | 5 febbraio 2010   |
| 343000 Ijontichy      | 29 gennaio 2009   |
| 343444 Halluzinelle   | 7 marzo 2010      |
| 343981 Oppenheim      | 7 marzo 2010      |
| 347020 Hofheim        | 7 marzo 2010      |
| 367436 Siena          | 27 settembre 2008 |
| 369134 Mariareiche    | 8 settembre 2008  |
| 369297 Nazca          | 23 settembre 2009 |
| 376084 Annettepeter   | 3 novembre 2010   |
| 378214 Sauron         | 14 gennaio 2007   |
| 378917 Stefankarge    | 28 ottobre 2008   |
| 379155 Volkerheinrich | 18 agosto 2009    |
| 389293 Hasubick       | 19 maggio 2009    |
| 418532 Saruman        | 27 settembre 2008 |
| 458063 Gustavomuler   | 21 dicembre 2009  |

Erwin Schwab (Heppenheim, 16 settembre 1964) è un astronomo amatoriale tedesco, di professione ricercatore al GSI.
Il Minor Planet Center gli accredita le scoperte di novantanove asteroidi, effettuate tra il 2006 e il 2011, in parte in collaborazione con Stefan Karge, Rainer Kling e Ute Zimmer.
Gli è stato dedicato l'asteroide 185638 Erwinschwab.